# Robert de Caix de Saint-Aymour
(Robert de Caix de Saint-Aymour)
Robert de Caix de Saint-Aymour, visconte (Parigi, 5 febbraio 1869 – Parigi, 12 marzo 1970), è stato un giornalista, politico, scrittore, diplomatico francese.

## Biografia
Robert de Caix (figlio maggiore di Berthe La Beaume de Tarteron e d'Amédée de Caix de Saint-Aymour (1843-1923) linguista, storico e archeologo) è fondamentale per comprendere la nascita del mandato francese in Siria e Libano negli anni venti (nato dal disfacimento dell'Impero ottomano alla fine della prima guerra mondiale e dalla spartizione delle sue province siriane tra le due grandi potenze coloniali dell'epoca: Francia e Gran Bretagna) e l'evoluzione del partito coloniale francese che, dopo essere stato essenzialmente “africano” al tempo di Eugène Étienne, divenne “asiatico” o “siriano” sotto l'impulso di Robert de Caix.
Formato alla “École libre des Sciences politiques” (sezione diplomatica) di via Saint Guillaume, s'interessò molto presto alla politica e alla pubblicistica politica, diventando redattore capo del "Journal de Senlis”. Entrando poi, per restarci 26 anni, nel grande quotidiano nazionale il "Journal des Débats" incaricato delle questioni diplomatiche.
Dal 1898 al 1909 effettuò molti viaggi in Asia e venne promosso, nel 1901, redattore capo del “Bulletin du Comité de l'Asie française”.

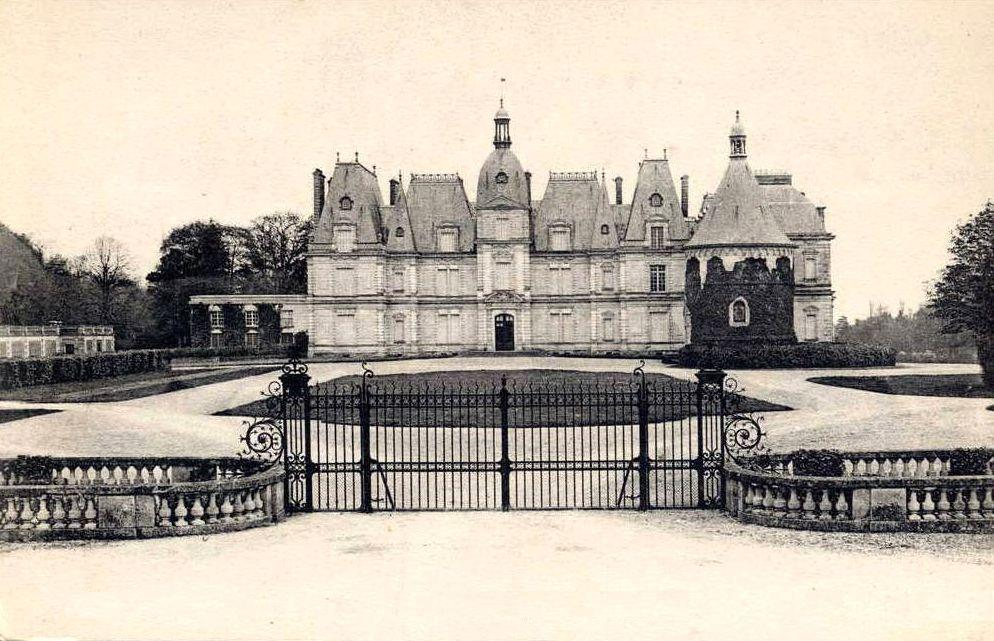
Castello d’Ognon appartenuto alla famiglia di Robert de Caix

Agli inizi del 1900 si legò a Philippe Berthelot (segretario generale del Quai d’Orsay), che gli aprì le porte del ministero degli affari stranieri, e intrattenne una corrispondenza col maresciallo Lyautey. Durante la Prima guerra mondiale il Quai d'Orsay chiese i suoi servizi e divenne un consigliere molto ascoltato.
Robert de Caix si interessò allo smembramento dell'Impero Ottomano al momento degli accordi Sykes-Picot del 1916 quando inglesi e francesi si divisero le province levantine dell'Impero Ottomano.
Alla fine della Prima guerra mondiale, scelto per diventare il collaboratore civile del generale Gouraud nuovo alto commissario in Libano e Siria nel 1919, rivestì il delicato ruolo di tracciare le linee della politica francese in Siria e Libano.
Robert de Caix, prima d'essere nominato segretario generale dell'alto commissariato a Beirut, fu incaricato da Clemenceau di trattare le questioni Medio-Orientali con l'emiro Faysal (capo del governo arabo di Damasco), per controbilanciare le ambizioni inglesi supportate tra gli altri dal colonnello Lawrence. Resta quindi a Caix la paternità della politica francese nel Levante come quella della struttura politica del suo mandato.
Divenuto delegato francese alla commissione permanente dei mandati della Società delle Nazioni a Ginevra (1924-1939), Robert de Caix è riconosciuto come il mentore della politica orientale della Francia tra le due guerre.
Nel 1926 Robert de Caix scoprì il popolo acadiano partecipando quindi a numerosi incontri al fine di stabilire nuovi legami tra Francia e Acadia e partecipando alla fondazione del “Comité France-Acadie.

## Scritti storico-politici
- Fachoda: la France et l'Angleterre, su books.google.it.
- Terre-Neuve Saint-Pierre et le French-Shore: la question des pêcheries et le Traité du 8 avril 1904, su books.google.it.
- Commentaires sur les observations de la commission au sujet du rapport sur la situation en Syrie et au Liban en 1924 et du rapport provisoire sur la situation de ces territoires en 1925, présentés par le représentant accrédité de la France, su books.google.it.
- Chronique politique et parlementaire. États-Unis (6 novembre 1894-4 mars 1897). (Signé : Robert de Caix de Saint-Aymour.)., su books.google.it.
- Textes choisis, su books.google.it.
- La Syrie, su books.google.it.
- Une tutelle coloniale: le mandat français en Syrie et au Liban, su worldcat.org.
- Communications de Robert de Caix et Emmanuel de Martonne sur la Syrie et la Palestine, séance du 28 juin 1916, su worldcat.org.
- Les chemins de fer de Chine, su worldcat.org.
- Le Transsaharien et le Congrès de Géographie d'Alger, su worldcat.org.
- Commentaires sur les observations de la commission au sujet du rapport sur la situation en Syrie et au Liban en 1924 et du rapport provisoire sur la situation de ces territoires en 1925, présentés par le représentant accrédité de la France, su worldcat.org.
- La France et la situation politique en Extrême-Orient., su worldcat.org.